# Britne Oldford
Britne Oldford, née le 23 juillet 1992 à Toronto, est une actrice canadienne.

## Biographie
Britne Oldford nait et grandit à Toronto au Canada. Elle a des ascendances irlandaises, anglaises, françaises, afro-américaines et amérindiennes.
Elle vit aujourd'hui à New York.

## Filmographie
| Année     | Film / Série                   | Rôle                                         |
| --------- | ------------------------------ | -------------------------------------------- |
| 2008      | Buzz Mag                       | Josie                                        |
| 2011      | Skins US                       | Cadie Campbell                               |
| 2012      | Darkroom                       | Jean                                         |
| 2012      | Robot Chicken                  | Linka (voix) / Raisin Groupie (voix)         |
| 2012-2013 | American Horror Story: Asylum  | Alma Walker                                  |
| 2013      | 36 Saints                      | Eve                                          |
| 2013-2014 | Ravenswood                     | Remy                                         |
| TBA       | Why Now?!                      |                                              |
| 2014      | The divide                     | Jenny Butler                                 |
| 2015-2017 | The Flash                      | Shawna Baez / Peek-a-Boo (3 épisodes)        |
| 2016      | AWOL                           | Haley                                        |
| 2016      | The Flash: Chronicles of Cisco | Peek-a-Boo                                   |
| 2016      | Hunters                        | Regan                                        |
| 2016      | Happy Birthday                 | Lucia                                        |
| 2018      | Cameron Black                  | Lexi                                         |
| 2021      | Free Guy                       | Missy la serveuse                            |
| 2022      | Umbrella Academy               | Fei Hargreeves alias « Numéro 3 » (saison 3) |